# Уиндем (округ, Вермонт)
Округ Уиндем (англ. Windham County) располагается в штате Вермонт, США. Официально образован в 1779 году. По состоянию на 2010 год, численность населения составляла 44 513 человек.

## География
По данным Бюро переписи США, общая площадь округа равняется 2066,822 км2, из которых 2033,152 км2 — суша, и 13,000 км2, или 1,600 %, — это водоёмы.

## Население
По данным переписи населения 2000 года в округе проживает 44 216 жителей в составе 18 375 домашних хозяйств и 11 447 семей. Плотность населения составляет 22,00 человека на км2. На территории округа насчитывается 27 039 жилых строений, при плотности застройки около 13,00-ти строений на км2. Расовый состав населения: белые — 96,72 %, афроамериканцы — 0,50 %, коренные американцы (индейцы) — 0,22 %, азиаты — 0,79 %, гавайцы — 0,04 %, представители других рас — 0,32 %, представители двух или более рас — 1,42 %. Испаноязычные составляли 1,11 % населения независимо от расы.
В составе 29,90 % из общего числа домашних хозяйств проживают дети в возрасте до 18 лет, 49,20 % домашних хозяйств представляют собой супружеские пары проживающие вместе, 9,60 % домашних хозяйств представляют собой одиноких женщин без супруга, 37,70 % домашних хозяйств не имеют отношения к семьям, 29,70 % домашних хозяйств состоят из одного человека, 10,20 % домашних хозяйств состоят из престарелых (65 лет и старше), проживающих в одиночестве. Средний размер домашнего хозяйства составляет 2,35 человека, и средний размер семьи 2,91 человека.
Возрастной состав округа: 23,50 % — моложе 18 лет, 7,10 % — от 18 до 24, 28,10 % — от 25 до 44, 27,20 % — от 45 до 64, и 27,20 % — от 65 и старше. Средний возраст жителя округа — 40 лет. На каждые 100 женщин приходится 95,00 мужчин. На каждые 100 женщин старше 18 лет приходится 91,80 мужчин.
Средний доход на домохозяйство в округе составлял 38 204 USD, на семью — 46 989 USD. Среднестатистический заработок мужчины был 31 094 USD против 24 650 USD для женщины. Доход на душу населения составлял 20 533 USD. Около 6,10 % семей и 9,40 % общего населения находились ниже черты бедности, в том числе — 12,00 % молодежи (тех, кому ещё не исполнилось 18 лет) и 7,90 % тех, кому было уже больше 65 лет.